# Palazzo Canavese
Palazzo Canavese là một đô thị ở tỉnh Torino trong vùng Piedmont, có vị trí cách khoảng 50 km về phía đông bắc của Torino, nước Ý. Tại thời điểm ngày 31 tháng 12 năm 2004, đô thị này có dân số 826 người và diện tích là 5,1 km².
Palazzo Canavese giáp các đô thị: Bollengo, Piverone, Magnano, Albiano d'Ivrea, và Azeglio.